# Lista över racerbanor

## A
- Adelaide International Raceway (Australien)
- Adelaide Street Circuit (Australien)
- Ahvenisto Race Circuit (Finland)
- Aintree Circuit (Storbritannien)
- Alastaro Circuit (Finland)
- Albert Park Circuit (Australien)
- Amaroo Park (Australien)
- Anglesey Circuit (Storbritannien)
- Arctic Circle Raceway (Norge)
- Asan Circuit (Japan)
- Aspern-aerodromen (Österrike)
- Autobahn Country Club (USA)
- Autodrom Moscow (Ryssland)
- Autodrome de Linas-Montlhéry / Montlhérybanan (Frankrike)
- Autódromo de Brasília (Brasilien)
- Autódromo Internacional Nelson Piquet de Brasília (Brasilien)
- Autódromo de Goiania (Brasilien)
- Autodromo di Pergusa (Italien)
- Autodromo di Vairano (Italien)
- Autodromo di Vallelunga (ACI Vallelunga Circuit) (Italien)
- Autódromo do Estoril / Estorilbanan (Portugal)
- Autodromo Enzo e Dino Ferrari / Imolabanan (Italien)
- Autódromo Hermanos Rodríguez (Mexiko)
- Autódromo Internacional de Curitiba (Brasilien)
- Autódromo Internacional do Algarve (Portugal)
- Autódromo Internacional Nelson Piquet (Brasilien)
- Autodromo Internazionale del Mugello / Mugellobanan (Italien)
- Autódromo José Carlos Pace / Interlagosbanan (Brasilien)
- Autódromo Miguel E. Abed (Mexiko)
- Autodromo Nazionale Monza / Monzabanan (Italien)
- Autódromo Oscar Alfredo Gálvez (Argentina)
- Autopolis (Japan)
- Avalon Raceway (Australien)

## B
- Bahrain International Circuit (Bahrain)
- Barbagallo Raceway (Australien)
- Barber Motorsports Park (USA)
- Baskerville Raceway (Australien)
- Bedford Autodrome (Storbritannien)
- Beijing International Streetcircuit (Kina)
- Birmingham Superprix (Storbritannien)
- Björkvikring (Sverige)
- Blackhawk Farms (USA)
- Botniaring Racing Circuit (Finland)
- Brainerd International Raceway (USA)
- Brands Hatch (Storbritannien)
- Bristol Motor Speedway (USA)
- Brno Circuit (Tjeckien)
- Brooklands (Storbritannien)
- Buttonwillow Raceway (USA)

## C
- Cadwell Park (Storbritannien)
- Calder Park Raceway (Australien)
- Calder Park Thunderdome (Australien)
- California Speedway (USA)
- Campo Grande (Brasilien)
- Caruaru (Brasilien)
- Autódromo Internacional de Cascavel Cascavel (Brasilien)
- Castle Combe Circuit (Storbritannien)
- Cemetery Circuit (Nya Zeeland)
- Central Circuit (Japan)
- Chemung Speedrome (USA)
- Circuit Bugatti (Frankrike)
- Circuit de Braga (Portugal)
- Circuit de Catafat (Spanien)
- Circuit de Catalunya / Catalunyabanan (Spanien)
- Circuit de Charade (Frankrike)
- Circuit de Croix-en-Ternois (Frankrike)
- Circuit de Dijon-Prenois (Frankrike)
- Circuit de la Comunitat Valenciana Ricardo Tormo / Ricardo Tormo-banan (Spanien)
- Circuit de la Sarthe (Frankrike)
- Circuit de Laquais (Frankrike)
- Circuit de Ledenon (Frankrike)
- Circuit de Monaco (Monaco)
- Circuit de Nevers Magny-Cours / Magny-Cours-banan (Frankrike)
- Circuit de Pau Arnos / Paubanan (Frankrike)
- Circuit de Reims-Gueux / Reims-Gueux-banan (Frankrike)
- Circuit de Rouen-les-Essarts / Rouenbanan (Frankrike)
- Circuit de Spa-Francorchamps / Spabanan (Belgien)
- Circuit de Val de Vienne (Frankrike)
- Circuit de Valencia (Spanien)
- Circuit du Mas du Clos (Frankrike)
- Circuit du Séquestre (Frankrike)
- Circuit Gilles Villeneuve / Gilles Villeneuve-banan (Kanada)
- Circuit Mont-Tremblant (Kanada)
- Circuit Negaro (Frankrike)
- Circuit Park Zandvoort / Zandvoortbanan (Nederländerna)
- Circuit Paul Ricard / Paul Ricard-banan (Frankrike)
- Circuit Trois-Rivières (Kanada)
- Circuit Zeltweg (Österrike)
- Circuit Zolder /Zolderbanan (Belgien)
- Circuito Cartagena (Spanien)
- Circuito de Albacete (Spanien)
- Circuito del Jarama / Jaramabanan (Spanien)
- Circuito de Montjuic (Spanien)
- Circuito de Pedralbes (Spanien)
- Circuito de Valencia (Spanien)
- Circuito di Adria (Italien)
- Circuito di Cagliari (Italien)
- Circuito Permanente de Jerez / Jerezbanan (Spanien)
- Circuito Vasco Sameiro (Portugal)
- Ciudad del Motor de Aragón (Spanien)
- Croft Circuit (Storbritannien)

## D
- Daytona International Speedway (USA)
- Donington Park (Storbritannien)
- Dubai Autodrome (Förenade Arabemiraten)
- Durban Street Circuit (Sydafrika)

## E
- East London Circuit (Sydafrika)
- Eastern Creek Circuit (Australien)
- Ebisu Circuit (Japan)
- EuroSpeedway Lausitz (Tyskland)

## F
- Falkenbergs Motorbana (Sverige)
- Firebird International Raceway (USA)
- Fuji Speedway / Fujibanan (Japan)
- Fundidora Park (Mexiko)

## G
- Gateway International Raceway (USA)
- Gingerman Raceway (USA)
- Goodwood Circuit / Goodwoodbanan (Storbritannien)
- Gotland Ring (Sverige)
- Grattan Raceway Park (USA)
- Guaporé (Brasilien)

## H
- Hallet Motor Racing Circuit (USA)
- Hamilton (Nya Zeeland)
- Hampton Downs (Nya Zeeland)
- Heartland Park Topeka (USA)
- Hidden Valley Raceway (Australien)
- Hockenheimring (Tyskland)
- Hokkaido Speed Park (Japan)
- Homestead-Miami Speedway (USA)
- Honda Safety & Riding Plaza Kyushu (Japan)
- Hutchinson Island Road Race Course (USA)

## I
- Inagawa Circuit (Japan)
- Indianapolis Motor Speedway (USA)
- Indianapolis Raceway Park (USA)
- Infineon Raceway (USA)
- Irwindale Speedway (USA)
- Istanbul Park (Turkiet)

## J
- JAGFlo Speedway at City Centre Airport (Kanada)
- Jyllandsringen (Danmark)

## K
- Kari Motor Speedway (Indien)
- Karlskoga Motorstadion (Sverige)
- Kemora Circuit (Finland)
- Killarney Motor Racing Complex (Sydafrika)
- Kinnekulle Ring (Sverige)
- Knockhill (Storbritannien)
- Kyalami (Sydafrika)
- Käinby Motorstadion (Finland)

## L
- Las Vegas Motor Speedway (USA)
- Lime Rock Park (USA)
- Linköping Motorstadion (Sverige)
- Liverpool Speedway (Australien)
- Losail International Circuit / Losailbanan (Qatar)
- Lydden (Storbritannien)

## M
- Mallala Motorsport Park (Australien)
- Mallory Park Circuit (Storbritannien)
- Manfeild Autocourse (Nya Zeeland)
- Mansfield Motorsports Speedway (USA)
- Mantorp Park (Sverige)
- Marrakech Street Circuit (Marocko)
- Mazda Raceway Laguna Seca (USA)
- Melbourne Grand Prix Circuit (Australien)
- Miami Bicentennial Park (USA)
- Miami’s Bayfront Park (USA)
- Mid-Ohio Sports Car Course (USA)
- Miller Motorsports Park (USA)
- Milwaukee Mile (USA)
- Mine Circuit (Japan)
- Misano World Circuit (Italien)
- Mittsverigebanan (Sverige)
- Mondello Park (Irland)
- Mosport Park (Kanada)
- Motopark Raceway (Finland)
- Motorsport Arena Oschersleben (Tyskland)
- Mount Panorama Circuit (Australien)

## N
- Nakayama Circuit (Japan)
- Nardò Ring (Italien)
- Nasu Motor Sports Land (Japan)
- Nelson Ledges Road Course (USA)
- New Hampshire International Speedway (USA)
- Nihonkai Maze Circuit (Japan)
- Nivelles-Baulers (Belgien)
- Norisring (Tyskland)
- Nürburgring (Tyskland)

## O
- Okayama International Circuit (Japan)
- Oran Park Raceway (Australien)
- Oswego Speedway (USA)
- Oulton Park (Storbritannien)

## P
- Parramatta Speedway (Australien)
- Pasir Gudang Circuit (Malaysia)
- Pembrey Circuit (Storbritannien)
- Phakisa (Sydafrika)
- Phillip Island Grand Prix Circuit (Australien)
- Portland International Raceway (USA)
- Powerbuilt Raceway at Raupuna Park (Nya Zeeland)
- Prince George Circuit (Sydafrika)
- Pukekhoe Park Raceway (Nya Zeeland)
- Putnam Park (USA)

## R
- Ring Knutstorp (Sverige)
- Rio de Janeiro Grand Prix Circuit (Brasilien)
- Riverside International Raceway (USA)
- Riverview Speedway (Australien)
- Road America (USA)
- Road Atlanta (USA)
- Rockingham Motor Speedway (Storbritannien)
- Rouen-Les-Essarts (Frankrike)
- Rudskogen (Norge)

## S
- Sachsenring (Tyskland)
- Salem Speedway (USA)
- Salzburgring (Österrike)
- Sandown Raceway (Australien)
- Santa Pod Raceway (Storbritannien)
- Scandinavian Raceway / Anderstorpsbanan (Sverige)
- Sebring Raceway (USA)
- Sendai Hi-Land Raceway (Japan)
- Sentul (Indonesien)
- Sepang International Circuit (Malaysia)
- Shanghai International Circuit (Kina)
- Sholavaram (Indien)
- Silverstone Circuit / Silverstonebanan (Storbritannien)
- Snetterton Circuit (Storbritannien)
- SPA Naoiri (Japan)
- Speedway City (Australien)
- Spencer Speedway (USA)
- Sportsland SUGO (Japan)
- Spring Mountain Motor Sports Ranch (USA)
- Sturup Raceway (Sverige)
- Summit Point Raceway (USA)
- Surfers Paradise (Australien)
- Suzuka Circuit / Suzukabanan (Japan)
- Symmons Plains (Australien)

## T
- Talladega Grand Prix Raceway (USA)
- Tamiami Park (USA)
- Taupo Motorsport Park (Nya Zeeland)
- Teretonga Park (Nya Zeeland)
- Texas Motorsport Ranch (USA)
- Texas World Speedway (USA)
- Thruxton (Storbritannien)
- Thunderhill Park (USA)
- Timaru International Motor Raceway (Nya Zeeland)
- Tokachi International Speedway (Japan)
- Tor Poznan (Polen)
- Toronto (Kanada)
- Tsukuba Circuit (Japan)
- TT Circuit Assen (Nederländerna)
- Tulln-Langenlebarn (Österrike)
- Twin Ring Motegi (Japan)

## V
- Vancouver (Kanada)
- Virginia International Raceway (USA)
- Vålerbanan (Norge)

## W
- Wakefield Park (Australien)
- Waterford Hills Raceway (USA)
- Watkins Glen International (USA)
- Wellington (Nya Zeeland)
- WesBank Raceway (Sydafrika)
- Willow Springs International Motorsports Park (USA)
- Winton Motor Raceway (Australien)
- Wyoming Country International Speedway (USA)

## Z
- Zeltwegbanan (Österrike)
- Zhuhai International Circuit (Kina)

## Ö
- Österreichring (Österrike)